# 40 км (зупинний пункт, Івано-Франківська дирекція Львівської залізниці)
40 кілометр — залізничний пасажирський зупинний пункт Івано-Франківської дирекції Львівської залізниці.
Розташований неподалік від села Тарасівці, Новоселицький район, Чернівецької області на лінії Чернівці-Північна — Ларга між станціями Новоселиця (7 км) та Мамалига (16 км).
На платформі зупиняються приміські електропоїзди.